# Nitrofuran

Structura Nifuratelului

Nitrofuranii reprezintă o clasă de medicamente utilizate ca antibiotice sau antimicrobiene. Compusul de bază este reprezentat de nitrofuran, un nitroderivat al furanului.

## Clasificare
Cei mai importanți reprezentanți ai clasei sunt:
- Antibacteriene (antibiotice)
  - Difurazonă
  - Furazolidonă
  - Nifuroxazid
  - Nifurchinazol
  - Nifurtoinol
  - Nifurzid
  - Nitrofurantoină — antiinfecțios urinar[3]
  - Nitrofurazonă
- Antimicrobiene
  - Nifuratel — antiprotozoaric, antifungic
  - Nifurtimox — antiprotozoaric